# Chikkalkur, Arsikere
Chikkalkur là một làng thuộc tehsil Arsikere, huyện Hassan, bang Karnataka, Ấn Độ.